# Dichiarazione franco-tedesca (1938)
La Dichiarazione franco-tedesca (conosciuta anche come Dichiarazione Bonnet-Ribbentrop, Patto Bonnet-Ribbentrop o Accordo franco-tedesco) è una dichiarazione firmata il 6 dicembre 1938 a Parigi dai ministri degli affari esteri francese e tedesco Georges Bonnet e Joachim von Ribbentrop.

## Contesto
Poco dopo il Trattato di Monaco, il 13 ottobre 1938, si svolsero negoziati a Berlino tra l'ambasciatore francese, François-Poncet, e il segretario di Stato del ministero degli affari esteri tedesco, Ernst von Weizsäcker, sulla possibilità di concludere accordi tra Germania e Francia su questioni finanziarie, accordi sulle consultazioni e un patto di non aggressione. Il 18 ottobre 1938 François-Poncet, in una conversazione con Hitler, avanzò una serie di proposte che, a suo avviso, potevano servire come base per un accordo tra i due paesi. All'inizio di dicembre 1938 Ribbentrop fu invitato a Parigi. Durante la sua visita, il 6 dicembre 1938, fu firmata la Dichiarazione franco-tedesca.

## La Dichiarazione
Secondo la dichiarazione, entrambi i governi si impegnavano a compiere ogni sforzo per sviluppare relazioni pacifiche e di buon vicinato tra i loro paesi. Fu sottolineato che non c'erano controversie territoriali tra Francia e Germania e che la frontiera esistente tra di loro era definitiva. Si decise di "mantenersi in contatto tra loro su tutte le questioni relative ai loro paesi, e di consultarsi tra di loro nel caso in cui tali questioni, nel loro ulteriore sviluppo, potessero portare a complicazioni internazionali":
1. Le Gouvernement français et le Gouvernement allemand partagent pleinement la conviction que des relations pacifiques et de bon voisinage entre la France et l'Allemagne sont l'un des éléments les plus essentiels de la consolidation de la situation en Europe et du maintien de la paix mondiale. Les deux gouvernements mettront donc tout en œuvre pour assurer le développement des relations entre leurs pays dans ce sens.
2. Les deux Gouvernements déclarent qu'il n'y a plus de questions non résolues de nature territoriale entre leurs pays, et reconnaissent solennellement comme frontière définitive entre leurs pays, telle qu'elle existe actuellement.
3. Les deux gouvernements ont résolu, dans la mesure où cela n'affecte pas leurs relations particulières avec des puissances tierces, de se maintenir en contact sur toutes les questions intéressant les deux pays et de se consulter au cas où le développement ultérieur de ces questions les amènerait à aux complications internationales.
EN FOI DE QUOI, les représentants des deux Gouvernements ont signé la présente Déclaration, qui entrera en vigueur immédiatement.»
1. Il governo francese e il governo tedesco condividono pienamente la convinzione che relazioni pacifiche e di buon vicinato tra Francia e Germania siano uno degli elementi più essenziali per consolidare la situazione in Europa e mantenere la pace nel mondo. Entrambi i governi faranno quindi ogni sforzo per garantire lo sviluppo delle relazioni tra i loro paesi in questa direzione.
2. Entrambi i governi affermano che non vi sono più questioni irrisolte di natura territoriale tra i loro Paesi e riconoscono solennemente come confine definitivo tra i loro Paesi quello che attualmente esiste.
3. Entrambi i governi hanno deciso, nella misura in cui ciò non pregiudica le loro relazioni speciali con terze potenze, di mantenere i contatti tra loro su tutte le questioni di interesse per entrambi i loro Paesi e di consultarsi reciprocamente nel caso in cui il successivo sviluppo di queste questioni possa portare a complicazioni internazionali.
IN FEDE DI CHE, i rappresentanti di entrambi i Governi hanno firmato la presente Dichiarazione, che entrerà immediatamente in vigore.»
(Georges Bonnet e Joachim von Ribbentrop, 6 dicembre 1938)
Il politico francese Paul Reynaud scrisse in seguito che, dopo i negoziati con Ribbentrop, Bonnet "ebbe l'impressione che d'ora in poi la politica tedesca sarebbe stata volta a combattere il bolscevismo". "Il Reich ha chiarito che aveva un desiderio di espansione in direzione est [...] ", sottolineò Bonnet in una nota circolare agli ambasciatori francesi. Questa Dichiarazione, inoltre, dimostrerebbe la politica della Francia, che desiderava che l'aggressione nazista fosse volta contro l'Unione Sovietica, e confermerebbe la collusione dei governi francese e inglese con la Germania nazista e l'Italia fascista.